# Cantó de Meung-sur-Loire
El cantó de Meung-sur-Loire és un cantó francès del departament de Loiret, situat al districte d'Orleans. Té 10 municipis i el cap és Meung-sur-Loire.

## Municipis
- Baccon
- Le Bardon
- Chaingy
- Charsonville
- Coulmiers
- Épieds-en-Beauce
- Huisseau-sur-Mauves
- Meung-sur-Loire
- Rozières-en-Beauce
- Saint-Ay

## Història
| Data d'elecció                           | Identitat        | Partit                     | Qualitat |
| ---------------------------------------- | ---------------- | -------------------------- | -------- |
| 1945-1949                                | M. Denis         | radical                    |          |
| 1949-19..                                | M. Vivier        | Divers droite              |          |
| 19..-1985                                | Roger Destouches | Divers droite, després UDF |          |
| 1985-                                    | Éric Doligé      | RPR, després UMP           |          |
| les dades anteriors no són pas conegudes |                  |                            |          |
|                                          |                  |                            |          |

## Demografia
| A partir de 1990: Població sense dobles comptes |